# Krisztina Egerszegi
Krisztina Egerszegi (Boedapest, 16 augustus 1974) geldt als een van de grootste zwemsters uit de Hongaarse geschiedenis. Ze verbeterde twee keer een wereldrecord gedurende haar carrière.
In de periode 1988-1996 regeerde Egerszegi, mede dankzij een gracieuze stijl, met ijzeren vuist op de rugslag. De pupil van trainer-coach Tamas Szechy won vijf gouden medailles op in totaal drie Olympische Spelen.
Haar eerste gouden plak behaalde Egerszegi in 1988, op de Olympische Spelen van Seoel, toen ze veertien jaar oud was. Met die overwinning, op de 200 meter rugslag, was ze de jongste olympisch zwemkampioene uit de geschiedenis. In zes jaar tijd verloor Egerszegi één keer op de 200 meter rugslag, bij de Europese kampioenschappen langebaan (50 meter) in Bonn, toen DDR-zwemster Dagmar Hase haar te snel af was.
Vier jaar later prolongeerde Egerszegi, bijgenaamd Egér, haar titel in Barcelona. Weer vier jaar later won ze opnieuw op haar favoriete nummer. Na Dawn Fraser was de Hongaarse daarmee de tweede zwemster in de geschiedenis die driemaal op rij zegevierde op één en hetzelfde onderdeel. In 1992 triomfeerde ze eveneens op de 100 meter rugslag en op de 400 meter wisselslag.
Egerszegi werd eenmaal uitgeroepen tot 's werelds beste zwemster van het jaar (1991) en driemaal tot Europa's beste (1990, 1991 en 1992). Op 23 juni 2001 ontving ze in Lausanne uit handen van het Internationaal Olympisch Comité de hoogste onderscheiding, de zogeheten Olympic Order.